# Bąblandia
Bąblandia – serial animowany produkcji polskiej z 1991-1993. Opowiada o dwóch figurkach z plasteliny.

## Twórcy
- Reżyseria: Eugeniusz Strus
- Zdjęcia: Andrzej Górski
- Muzyka: Mikołaj Hertel, Piotr Hertel
- Scenografia: Eugeniusz Strus
- Montaż: Henryka Sitek

## Spis odcinków
1. Lodowisko
2. Bałwanek
3. Wszystko ze śniegu
4. Jesienny ludzik
5. Mrowisko
6. Dzięcioł
7. Grzyb
8. Jeżyk
9. Przebudzenie
10. Motylek
11. Kameleon
12. Domek
13. Deszczowe lusterko
14. Ptaszek
15. Wielkanoc
16. Bal kwiatów
17. Majówka
18. Prima aprilis
19. Kwiat paproci
20. Krecia robota
21. Choinka
22. Upał